# Cornel Ban
Cornel Ban este un economist român de stânga și profesor asociat la Copenhagen Business School. Specializat în economie politică internațională, Ban este cunoscut pentru cercetările sale privind neoliberalismul, politicile economice ale statelor în tranziție și rolul instituțiilor internaționale în transformările economice din Europa de Est.
Este autorul lucrării Ruling Ideas: How Global Neoliberalism Goes Local, în care explorează modul în care ideile neoliberale globale sunt adaptate în contexte locale. De asemenea, a co-editat volumul Great Expectations, Slow Transformations: Incremental Change in Postsocialist Europe, ce analizează transformările lente ale fostelor state socialiste europene.
Cornel Ban a activat anterior în calitate de profesor la Universitatea Boston și Universitatea Sheffield și colaborează cu organizații internaționale precum Institute for New Economic Thinking și Fundația pentru Studii Europene Progresiste.